# Santiago Rodas
Santiago Rodas (Colombia; 5 de mayo de 1990) es un futbolista colombiano. Juega de portero y su equipo actual es el Valledupar Fútbol Club de la Segunda División de Colombia.

## Clubes
| Club              | País      | Año           | Partidos |
| ----------------- | --------- | ------------- | -------- |
| Alianza Petrolera | Colombia  | 2012 - 2013   | 38       |
| Atlético          | Colombia  | 2014          | 34       |
| Alianza Petrolera | Colombia  | 2015 - 2017   | 8        |
| Aragua F.C.       | Venezuela | 2018          | 4        |
| Atlético de Cali  | Colombia  | 2019          | 11       |
| Valledupar F.C.   | Colombia  | 2020-presente | 0        |

## Palmarés

### Campeonatos nacionales
| Título    | Club              | País     | Año  |
| --------- | ----------------- | -------- | ---- |
| Primera B | Alianza Petrolera | Colombia | 2012 |